# Danilo Marques Moura
Danilo Marques Moura (Cachoeira do Sul, 30 de julho de 1916 - Rio de Janeiro, 14 de maio de 1990) foi um oficial da Força Aérea Brasileira, segundo-tenente da reserva, que lutou na Segunda Guerra Mundial pelo 1º Grupo de Aviação de Caça da FAB.

## Biografia
Danilo Moura nasceu em 30 de junho de 1916, e foi um segundo-tenente da FAB na Campanha da Itália durante a Segunda Guerra Mundial, irmão mais novo do comandante do 1º GAvCa, Nero Moura. Em 4 de fevereiro de 1945, depois de realizar sua 11ª missão, ele foi abatido pela artilharia antiaérea nazifascista próximo a cidade de Treviso. Após ser abatido ele saltou de paraquedas de sua aeronave e foi resgatado e escondido por italianos simpatizantes dos Aliados. Depois de se recuperar, ele resolveu voltar para sua base  e fez uma caminhada de 386 quilômetros durante 24 dias conseguindo retornar a base em Pisa, 19 quilos mais magro. Após retornar ele não pode mais realizar missões de guerra, porque se fosse abatido mais uma vez e feito prisioneiro, seria considerado um espião pelo inimigo e fuzilado.
Sua história de sobrevivência deu origem ao evento Ópera do Danilo, que todo ano é encenado em forma de homenagem no Dia da Aviação de Caça no dia 22 de abril, data em que o 1° GAvCa chegou ao seu auge de missões.
Depois da guerra, quando voltou para o Brasil como herói de guerra, foi condecorado pelos seus feitos tanto pelo governo brasileiro quanto pelo governo norte-americano; no mesmo ano de 1945 ele deixou a FAB e se tornou piloto civil na Panair do Brasil, trabalhando lá por muitos anos, chegando a classificação "Master Pilot". Após a falência da Panair, ele se tornou fazendeiro em Goioerê, no Paraná.
Ele se casou com Maria Isolina Krieger e teve 5 filhos. Acabou falecendo dia 14 de maio de 1990, no Rio de Janeiro, aos 73 anos.

## Na cultura popular
Em 2025, a banda paulista de heavy-metal The Giant Void prestou homenagem ao piloto lançando a música e vídeo de animação ‘War Heroes’, enaltecendo o feito do tenente Danilo.